# バレンティン・ノビコフ
ヴァレンティン・ノビコフ（Vallentin Novikov、 Валентин Новиков、1974年10月1日 - ）は、ロシアのオリエンテーリング選手。出身地はベルゴロド。ロシアのスポーツ省より表彰されている人物の１人である。妻は同じくロシアのオリエンテーリング選手であるen:Julia Novikova。現在はノヴゴロドに在住している。

## 世界選手権

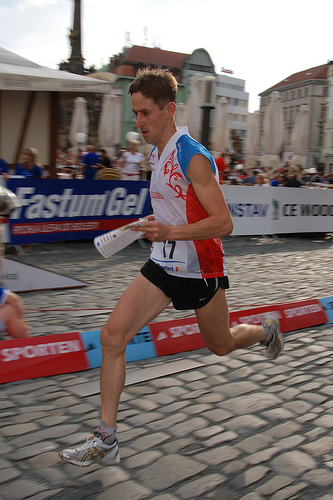
WOC2008にて

初出場こそ1997年のグリムスタ開催時であり、さらにその後２回出場しながらあと一歩のところでメダルを逃していたものの、2004年にスウェーデンのヴェステロースで開催された世界選手権（WOC）ではティエリー・ジョルジュに敗れたミドル種目で銀、同じくリレー種目でも銀メダルを獲得する。また、ミドル種目においては2007年、2008年に銅メダルを獲得。リレー種目に関しては2006年、2007年にアンドレイ・ハラモフらと連覇を果たし、2008年、2009年にはあと一歩のところで銀メダルとなるも、2010年にアンドレイ・ハラモフやドミトリー・ツヴェトコフとともに王座奪還に成功する。

## ヨーロッパ選手権
ノビコフは2000年にウクライナのリヴィウ州で開催されたヨーロッパ選手権（EOC)でミドル、ロングと２つの個人種目で金メダルに輝いている。また2006年にエストニアのヴァルガで開催された際にミドルで銅メダルを獲得すると、2008年にラトビアのヴェンツピルスではやはりアンドレイ・ハラモフとドミトリー・ツヴェトコフとともにリレー種目で金メダルを獲得する。2010年にもミドル種目で金メダルを獲得するなど、EOCでの活躍には目覚ましいものがある。

## その他の国際大会
ジュニア世界選手権（JWOC）には1992-94年まで3度参戦しており、ポーランドはグディニャで開催された自身最後のJWOC、JWOC1994ではリレー種目で優勝を果たす。
また2004年、O-Ringenの男子クラスにおいてはじめてスカンジナビア以外の国籍者として勝利した人物である。